# Glosar de balet
Acest glosar conține termeni din domeniul baletului, spectacolelor muzicale și dansului.
Întrucât istoria baletului a început în Italia și apoi s-a mutat în Franța, majoritatea termenilor din limbajul de balet sunt de origine franceză sau mai rar, italiană. Terminologia baletului nu este încă standardizată și fiecare dintre marile școli de balet folosește termeni ușor diferiți. Abrevierile sunt adesea folosite în munca de zi cu zi în sala de balet.

## A
- adagio – suită de mișcări executate într-un tempo lent, care au ca scop să pună în valoare frumusețea și puritatea liniei dansatorului, ca și expresivitatea interpretării sale. Constituie o parte din tradiționalul Pas de deux, în care partenerul îndeplinește funcția de susținător al solistei, care execută, după posibilitățile ei tehnice, o serie de pași și mișcări dificile.
- allegro – Secțiunea mediană dintr-un Pas de deux, executată de ambii parteneri cu intervenții de virtuozitate independente de factura cuplului.
- allemande – dans în măsură binară, de origine germană (sec. XVI), răspândit în întreaga Europă. Există și forme de Allemande ternară.

## B
- balerină – titlu răspândit mai ales pe la începutul sec. XX de către ansamblul lui Diaghilev, indicând principalele soliste ala unui ansamblu de balet.
- balet – termen care indică un spectacol teatral dansat, de un număr oarecare de executanți, cu acompaniament. Spre deosebire de dans, baletul este compus din combinații de pași, mișcări elaborate în prealabil de către interpreți sau maestru de balet.
- Ballet Academique – spectacol dansant, datând din perioada Renașterii, în care figurile fuseseră fixate de Academiile de dans.
- ballet blanc (balet alb) – spectacol caracterizat de costumele tradiționale purtate de soliști, confecționate din voal alb (ex. Silfidele, Giselle, act. II).
- bolero – dans spaniol de origine maură, în măsură ternară, lansat în formă complexă de către Antón Boliche și Sebastian Cerezo (1780). Se execută de către cupluri, cu pași alunecați, marcați sau întrerupți, într-un ritm accentuat în permanență. Este compus din cinci figuri caracteristice:

1. Promenada (paseo)
2. Traversarea (traversias) în care dansatorii își schimbă locul
3. Avant-deux (diferencias), o a doua schimbare a partenerilor
4. Finale
5. Atitude (bien parado)compusă din câteva atitudini grațioase.

- bourrée – dans de origine franceză (centrul Franței), diferențiat cu ritmică după regiuni. În repertoriul folcloric, bourrée-ul este mai mult un stil de dans decât un dans propriu-zis.
- branle – dans de origine franceză, datând din evul mediu. La început, branle era așezat ca formă de deschidere a unei suite de dansuri.

## C
- chaconne – dans de proveniență populară în trei timpi, apărut la Curtea Franței la începutul sec. XVII. Originea lui este discutabilă, probabil italiană (ciacona), spaniolă (chacona) sau din America latină.
- coregraf – etimologia cuvântului (din: greacă choros = dans, graphein = a scrie) indică specialistul care nota pe hârtie, prin intermediul unor semne, diferiți pași, mișcări sau gesturi caracteristice unor figuri de dans, inventarea acestor elemente aparținându-i. În accepțiunea modernă, coregraful este autorul de dansuri și balete, din punctul de vedere al plasticii vizuale.
- coregrafie – începând din sec. XVIII, coregrafia a devenit știința de a descrie diferitele mișcări ale corpului omenesc, executate prin dans. Cu timpul coregrafia a căpătat și calitățile creației artistice, de a compune un dans sau un balet.
- coda – termen indicând, ca și în formele muzicale, secțiunea finală a unui dans alcătuit din mai multe părți.
- contradans – dans din sec. XVII, constând din alcătuirea liberă a unor figuri simple, pe perechi, cu un număr nelimitat de executanți.
- corp de balet – ansamblul de dansatori care apare, asemenea corului, alternând în spectacol cu micile grupuri sau cu soliștii.
- courante – unul dintre cele mai vechi dansuri figurate, compus din mișcări în zigzag, datorită alternării unui pas simplu cu un pas dublu, executat alternativ cu piciorul stâng și cu piciorul drept. În măsură ternară, courante, inițial un dans rapid, s-a transformat, în vremea lui Ludovic al XIV-lea, într-un dans de perechi, lent și elegant, cu alunecări ușoare.
- ceardaș (din maghiară csardas ) – dans de origine maghiară, în măsură binară, cu efecte speciale de marcare a ritmului, prin bătaia călcâielor cu palma.

## D
- danseur de caractère – dansator care practică diferite stiluri de dans, excelând în prezentarea dansurilor cu caracter folclöoric. O altă accepțiune este cea a executantului care interpretează anumite personaje de compoziție într-un balet.
- danseur clasique – calificativ acordat dansatorului de formație clasică, atunci când în interpretările sale urmărește mai ales punerea în valoare a calităților de plastică a mișcării.
- danseur noble – calificativ acordat soliștilor de balet, în sec. XVIII și XIX, atunci când prin întreaga lor atitudine subliniau linia pură a dansului academic.
- divertisment – serie de dansuri introduse într-un balet cu acțiune, într-un spectacol teatral sau liric. Divertismentul conține o suită de dansuri cvasi-independente, a căror legătură cu narațiunea nu este obligatorie, fiind destinate să ofere soliștilor ocazia de a-și valorifica resursele de virtuozitate.

## E
- ecoseză – dans scoțian, cântat inițial la cimpoi. Ca dans popular, era în măsură ternară; după 1800, adoptă un tempo  vioi în măsură de 2/4. Aparține încă din sec. XVII dansurilor de curte (sub denumiri generice de contradans și anglaise). În compoziția cultă se întâlnește în suite de J.S. Bach și, sub forma pieselor de gen, la Beethoven, Schubert, Chopin și Ceaikovski.

## F
- fandango – dans spaniol (sec. XVII) în măsură ternară, de o alură vioaie, executat de perechi cu acompaniament de castaniete. Se pare că acest dans a fost adus din America de Sud și că, în execuția sa, dansatorii trebuie să mimeze o mică acțiune galantă.
- forme succesive ale baletului:

1. entrements – dansuri intercalate, în evul mediu, între diferitele momente ale unui ospăț, stând la originea suitelor–divertisment;
2. ballet de cour – formă de spectacol apărută în Franța, la sfârșitul sec. XVI, din fuziunea elementelor divertismentelor dansante italiene, mascaradelor și entrements-urilor;
3. ballet mascarade – apărut la începutul sec. XVII, la Curtea Franței, era ub spectacol alcătuit din pantomime, acrobații, dansuri figurate, la care se adăugau și momente vocale;
4. ballet a entrées – afirmat în primele decenii ale sec. XVII, era un spectacol bazat pe o idee, în care se succedau diferite numere coregrafice sau muzicale;
5. comédie-ballet – spectacol realizat de Molière și Lully, constând dintr-o piesă comică, agrementată cu divertismente muzical‑coregrafice;
6. tragédie-ballet – spectacol în care, alături de text, dansul capătă o importanță deosebită în explicarea acțiunii pe care trebuie să o dramatizeze;
7. opéra-ballet – spectacol de teatru muzical (aparținând lui Lully), în care acțiunea este descrisă printr-un amestec de cânt, muzică, dans. Formula operei-balet a fost dezvoltată de Campra și Rameau;
8. ballet d'action – spectacol în care narațiunea este redată prin scene de dans și mimă, de către dansatori cu obligații de interpretare actoricească, conform principiilor promotorului genului, Noverre;
9. ballet romantique – balet în care pe prim plan, paralel cu perfecționarea mijloacelor de tehnică, stă exprimarea unor idei și sentimente poetice, necesitând o completă revizuire a limbajului coregrafic, conform esteticii sec. XIX;
10. balet abstract – spectacol coregrafic apărut în sec. XX, constând din înlănțuirea unor secvențe de plastică a dansului, fără ca să necesite o narațiune, primind exprimarea proporțiilor ritmice, de culoare, dinamică, în concordanță cu baza sonoră.

- fosă, (pl. fose, de obicei urmat de determinările „orchestrei” sau „de orchestră”) – spațiu aflat sub avanscenă, destinat de obicei orchestrei; loja orchestrei.

## G
- gagliarda – dans ternar, de origine italiană, (sec. XV), într-un tempo vioi, de obicei precedat de o pavană.
- gavota – dans de origine franceză, în măsură binară, (sec. XVI), cu o combinație de pași care cere o virtuozitate deosebită. În sec. XIX, a devenit un dans de salon foarte răspândit în Europa.
- giga – dans probabil de origine engleză (jig = a dansa) în măsură de 3/8, 6/8, 12/8, caracterizat prin lovituri repezi de călcâi, alternate cu un joc rapid al vârfurilor.
- gopak – ca și trepak, dans de origine ucraineană, cu măsură binară, caracterizat printr-o alură foarte ritmică.

## H
- habanera – dans de origine cubaneză, în măsură binară, creând o atmosferă senzuală în desfășurarea mișcărilor.
- hora – dans de origine românească, în măsură ternară, cu un ritm egal, în tempo liniștit. Se execută de obicei de un grup așezat în cerc.

## J

Grand jeté

- Grand jeté – salt mare de pe un picior pe altul, pozițiile posibile în aer sunt arabesc și atittude
- jota – dans de origine din nordul spaniei, probabil din Aragon, în măsură ternară, cu ritm trepidant.

## K
- krakowiak – dans de origine poloneză, în măsură binară, interpretată de grupuri perechi, cu acompaniamentul ritmic al loviturilor de pinteni.

## L
- ländler – dans înrudit cu valsul, de origine austriacă (existând și în Bavaria și Boemia), în măsură ternară.
- lesghinka – dans lent, de origine din regiunea Caucazului.

## M
- mazurca – dans de origine poloneză, în măsură ternară (numele provine de la regiunea poloneză a Mazuriei). Deși are foarte multe figuri libere, fiind executat de perechi, dansul se poate recunoaște prin repetarea, după fiecare mișcare, a unui salt prin rotire și a bătăii de picior.
- menuet – dans ternar, de origine franceză (probabil din regiunea Poitou). Numele i-a fost dat de specificul mișcărilor, foarte reduse ca gestică. A devenit, începând din sec. XVII, dans de curte, accentuându-se caracterul elegant, prin reverențe și miniaturale combinații de pași. În sec. XVIII, menuetul este preluat de muzica instrumentală în ciclul simfoniei, devenind pentru câteva decenii una dintre părțile constitutive (până la înlocuirea lui cu scherzo).

## P
- pas – element constitutiv al dansului, constând din deplasarea piciorului după reguli prestabilite.
- pas d'action – schemă de pași de dans, folosită pentru descrierea unei narațiuni.
- pas de deux – duet tradițional al soliștilor, alcătuit de obicei din cinci părți, în care balerinii își pot etala virtuozitatea și capacitatea expresivă:

1. Entrèe (prezentarea)
2. Adagio
3. Allegro, variatia solistei
4. Allegro, variatia solistului
5. Coda

- pas de trois – număr solistic prezentat de trei dansatori, cu fragmente în care fiecare își susține partitura, alternând cu momente de dans în grup.
Același context pentru pas de quatre unde, dacă dansează două perechi, se fac și combinații de duet. Mai amintim și momente solistice dansate de cinci până la opt dansatori.
- pas seul – moment solistic executat de un singur dansator.
- paso doble (în spaniolă  „doi pași”) este un dans tradițional spaniol în metru binar.
- passepied – dans în măsură ternară, de origine bretonă, cuprinzând o combinație de pași încrucișați și de salturi.
- pavana – dans lent, în măsură binară, unul dintre cele mai vechi dansuri cu pași alunecați. Numele provine de la regiunea Padova (sau după alți cercetători, de la pasul păunului). Este de obicei urmat de un dans mai vioi. Din sec. XVI a făcut parte din repertoriul dansurilor de curte, fiind inclus în primele cupluri de piese instrumentale, notate ca suite de dansuri.
- pirueta – mișcare giratorie, executată pe un singur picior. Se pare ca prima dată pirueta a fost executată de dansatoarea germană Anna Heinel (1766), fiind apoi introdusă, din 1768, în coregrafia Operei din Paris.
- pointa – figură de dans constând în ridicarea pe vârful pantofului și menținerea în echilibru sau deplasare, dând impresia de alunecare imaterială. Deși nu s-a stabilit cine a fost prima balerină care a inventat acest efect, datorită Mariei Taglioni el s-a impus, devenind unul dintre elementele caracteristice ale dansului romantic.
- polcă – dans de origine cehă (de la numele pulka, pas pe jumătate), în măsură binară, cu un ritm foarte pregnant. A cunoscut în sec. XIX o mare răspândire în întreaga Europă, nu numai pe scenă, ci și ca dans de salon.
- poloneză – dans de origine poloneză, în măsură ternară, cu un caracter sărbătoresc și semeț, într-un tempo maiestuos.

## S
- sarabanda – deși originea dansului este discutabilă, el s-a afirmat pentru prima dată în sec. XVI în Spania, fiind apoi introdus la Curtea Franței. Dans în măsură ternară, nobil și grav, spre deosebire de descrierile făcute în sec, XVI de Cervantes, care îl prezentau ca un dans licențios.

## T
- tarantela – dans vioi, în măsură ternară, originar din sudul Italiei (Tarent și Neapole). La început, în sec. XVII, se pare că acest dans avea calități curative, oamenii ciupiți de tarantulă trebuind să-l danseze până la epuizare, pentru a elimina veninul (explicație dată de Giorgio Baglivi în Praxi Medica, Roma 1696).
- trepak – ca și gopak, un dans binar caracteristic folclorului ucrainean.

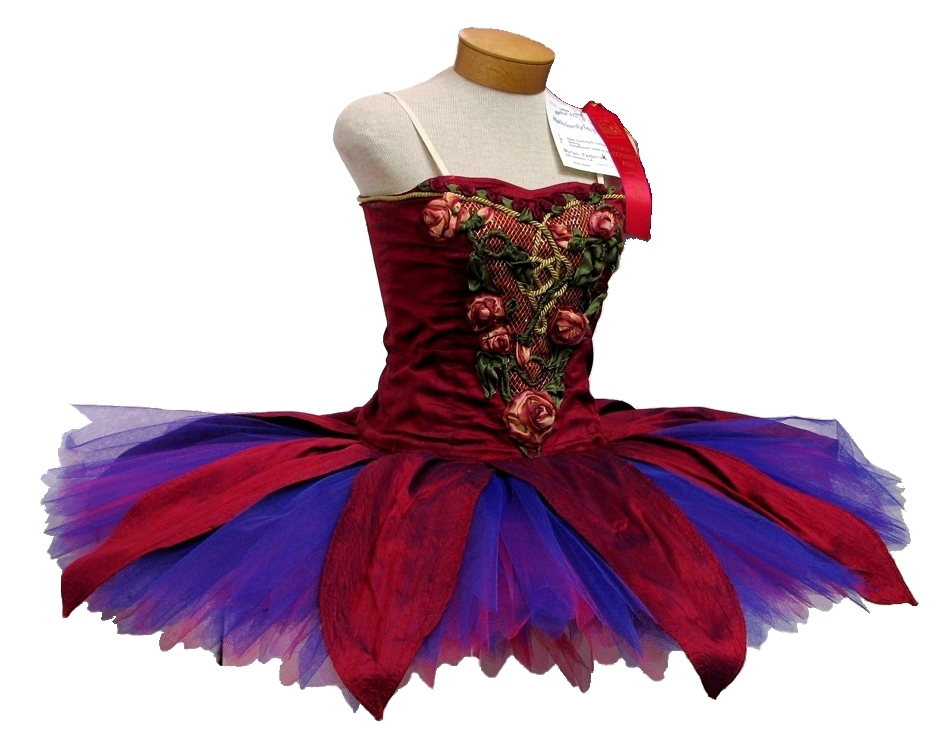
Tutu în culori vesele

- tutu (pr. : tütü) – costum de dans pentru balerine (în dansul clasic), făcut din mai multe fuste suprapuse scurte și transparente de care se prind o bluză decoltată și un chilot.

## V
- vals – dans în măsură ternară, de origine franceză (după unii istorici provenind de la Volta provensală) sau de origine austriacă (provenind din evoluția Ländlerului). A cunoscut o mare evoluție începând din sec, XVIII, intrând apoi atât în repertoriul dansurilor de salon, cât și în cel al spectacolelor de balet.
- variațiune – moment coregrafic autonom, executat de un solist, elaborat în funcție de datele artistice și tehnice ale interpretului. De obicei variațiunea nu are legătură directă cu acțiunes propriu‑zisă, scopul ei fiind să valorifice posibilitățile dansatorului.